# 海南航空
海南航空（英語：Hainan Airlines），简称海航，是中国大陆第四大的航空公司，总部设在海南省海口市。海南航空為中国第一家A股和B股同時上市的航空公司，同時是海航航空集团成員。
海南航空自2010年起一直被Skytrax評為五星級航空公司，之後還獲JACDEC評定為全球三大最安全航空公司之一。这也是目前中国大陆航空公司中唯一一家获得此殊荣的航空公司。

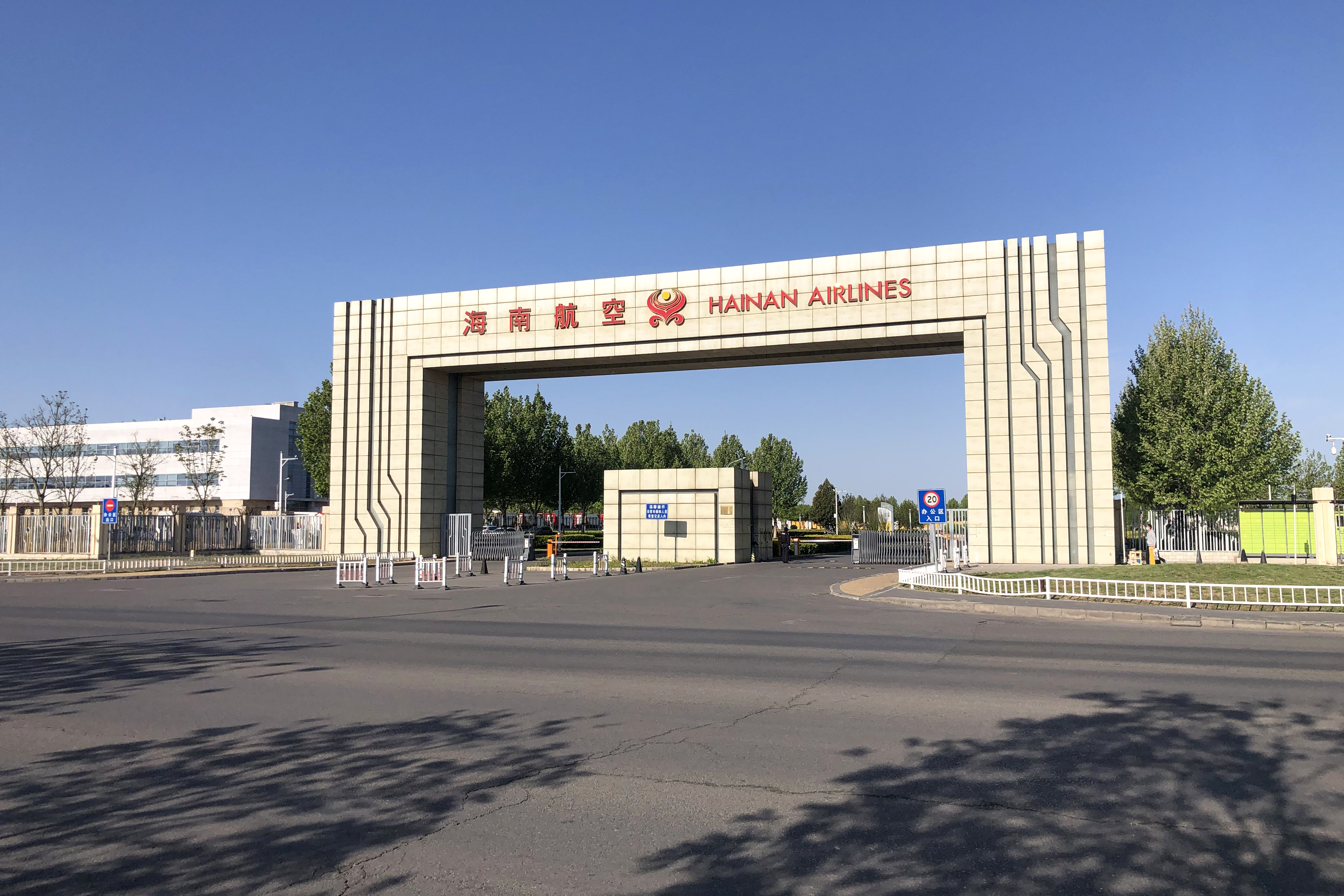
海航北京运营基地

## 歷史

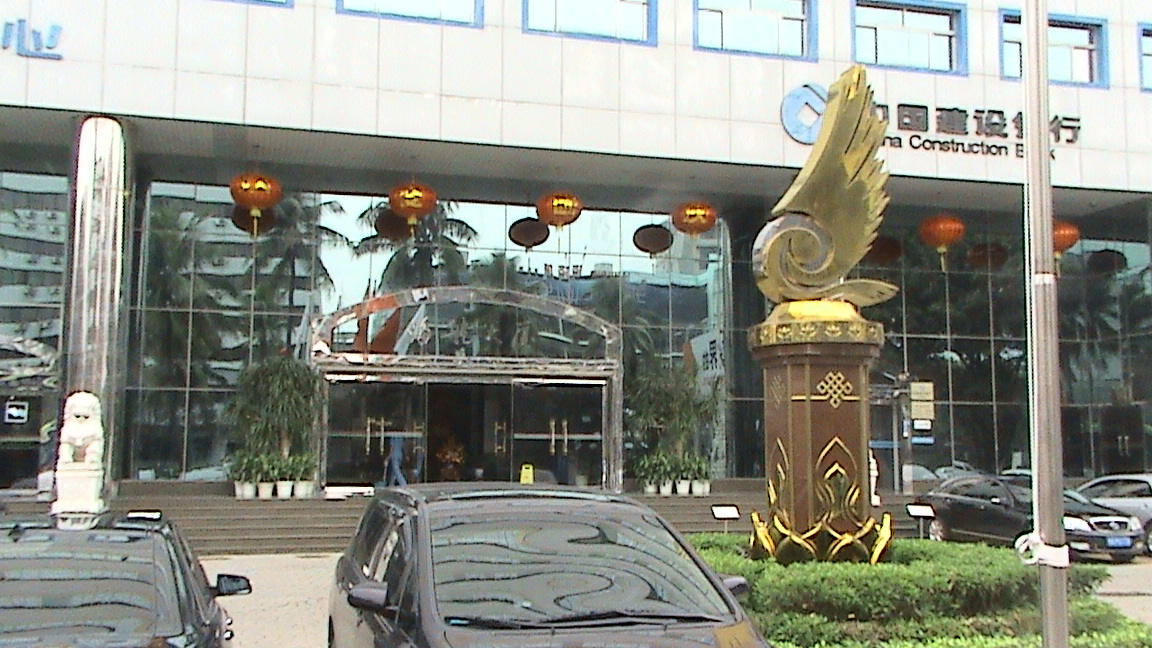
海航旧总部——海航发展大厦

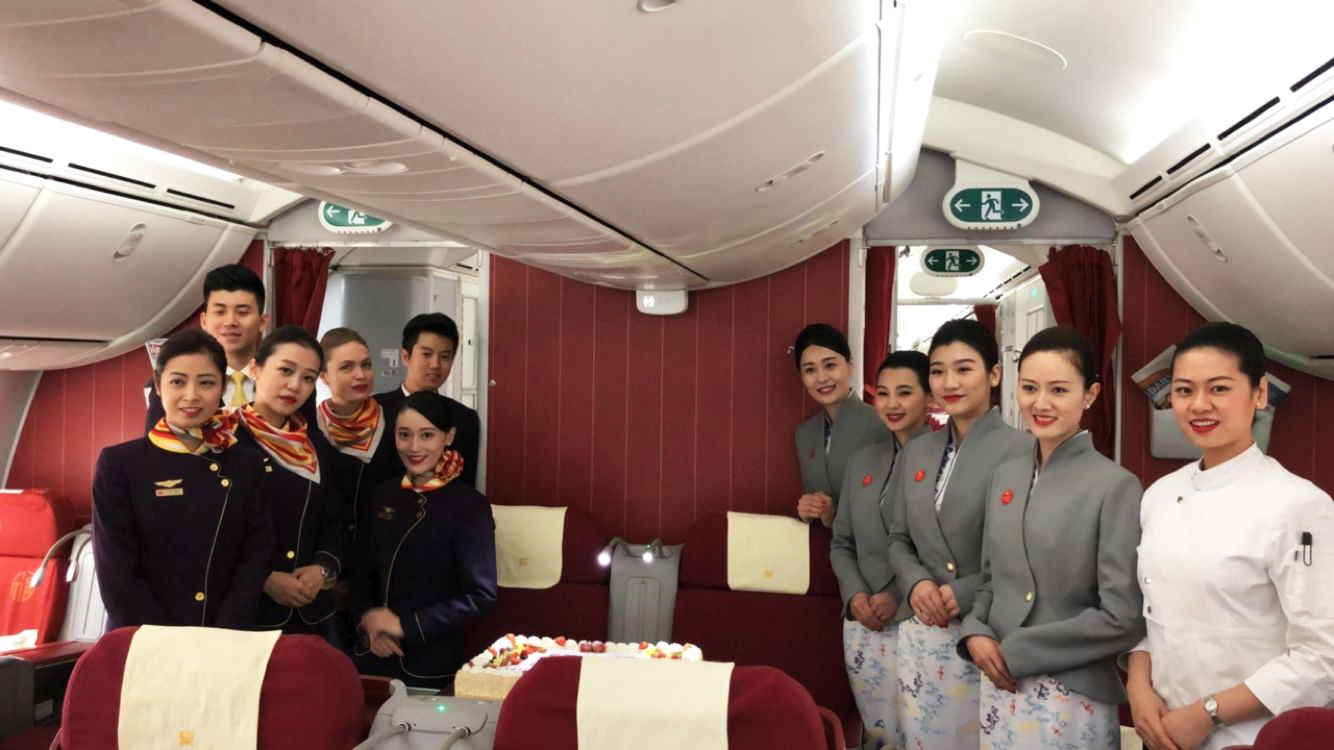
海南航空的空服員

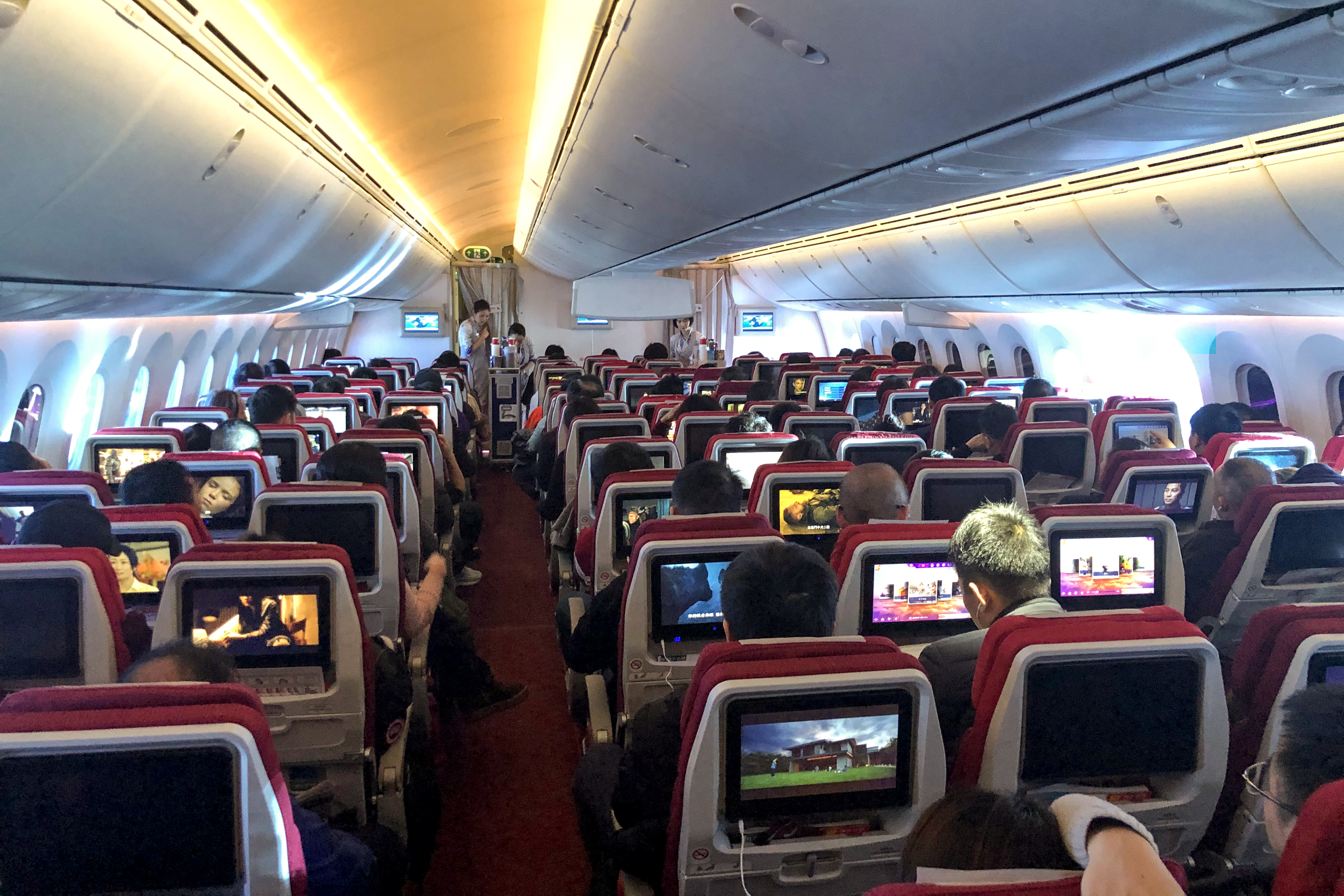
波音787-9客舱内部

海南航空原為於1989年登記註冊成立的海南省航空公司，由海南省人民政府與中國民航局共同出資1000萬元人民幣成立，1991年11月獲得民航總局頒發《民用航空運輸企業經營許可證》。1992年7月，海南省航空引進四架波音737客機投入國內航線，並于1993年5月2日正式營運。同年，海南省航空改制成為海南航空公司，成為中國首家採納股份制的航空企業。
在海航发展过程中，陈峰和中共海南省委副书记兼省长刘剑锋起了重要作用，海航最初成立之初陈峰就从刘剑锋支持下获得了资金，在刘剑锋调任民航总局局长之后，海航还能获得额外的照顾。
1995年4月，引進了中國國內首架里爾55公務機投入服務。1995年，由乔治·索罗斯控制的一家美國航空投資公司以2500萬美元收購海南航空25%股份，交易得到中國外經貿部批准，令海航成為中國第一家引入外資的航空公司。1996年11月，海南省航空公司改名為海南航空股份有限公司，並於同年向國內投資者發行B股，兩年後再增資發行A股，成為中國民航業首家A股和B股同時上市的航空公司。
1998年8月，中国民用航空总局正式批准海航入股海口美兰国际机场25%股權，成为首家拥有中国机场股权的航空公司。
2001年，海航兼併了山西航空、长安航空和中国新华航空。在2003年成立一家經營貨運業務的揚子江快運。2004年，海航集團向民航總局申請發起重新組建旗下的航空企業，組建中國新華航空集團。新華航空的營運基地將設在北京首都國際機場。
2005年，收購了中富航空的45%股權。
2005年1月28日，中国政府代表六家中国的航空公司向中国航空器材进出口集团公司宣布订购60架波音787，作价72亿美元；买者包括中国国际航空公司、中国东方航空公司、中国南方航空公司、海南航空公司、上海航空公司及厦门航空公司（后来中国东方航空由于交付延迟和性能问题以及自身的战略规划而取消了全部订单）。其中海南航空公司购买了8架波音787-8客机扩充其机队。
2005年春节期间，海南航空是首批执行臺灣海峡两岸台商春节包机的航空公司之一。
2006年，收購了港聯航空的45%股權。在2007年，海航旗下的航空公司天津航空和中國西部航空正式成立。同年6月，海南航空宣佈訂購13架A320客機，在9月又宣佈訂購50架ERJ-145和50架E190客機。
2007年6月26日，海南航空（大新华航空）向寰宇一家航空聯盟表达加入的兴趣，但最终由于国泰航空反对而失败。
2008年，海南航空引入三架A340-600客機，此三架飞机于波音787引进后全部退租。
2010年1月19日，海航集团通过其全资香港子公司以1.5亿美元收购澳大利亚Allco公司飞机租赁业务。同年6月28日，海南航空北方总部在天津市成立。
2017年5月16日，公司名称由“海南航空股份有限公司”变更为“海南航空控股股份有限公司”。
2017年10月13日，海南航空斥資56.38億人民幣，收購新華航空、山西航空及長安航空的少數股東持股，分别以13.5億元，向德通順利收購新華航空10.25%股權。交易完成後，公司持股會由51.49%增至61.74%，並以6.49億元和5.78億元分別向鴻瑞盛達、海航航空收購山西航空之26.12%和23.27%股權份額。完成後，海航對於山西航空之持股將由23.43%升至72.82%。最后以9.69億元、20.92億元分別向海航航空、長安航旅收購長安航空11.91%、25.71%股權。完成後，公司持股將由59.43%升至97.05%股權。
2018年1月17日，海南航空成为中国内地首个在飞行中开放移动电话飞行模式的航空公司。同年1月19日，海航推出客舱运输宠物服务。
2018年6月10日，海航控股將向海航集團收購和增持海航技術60.78%股份、HNA Aviation 59.93%股份、天羽飛訓100%股權。此外，向天津創鑫投資購買其持有的西部航空29.72%股權，以及向海航西南總部購買其持有的西部控股60%股權，交易完成後，五家公司將成為海航控股的子公司。海航控股擬通過發行33.58億股份的方式支付104.78億元交易作價，海航控股擬採用詢價方式，向十名特定投資者配股集資70.34億元。其中，淡馬錫旗下的淡馬錫富敦投資擬認購七億元，交易完成後，第一大股東大新華航空持股比例將由25.62%灘薄至19.2%，第二大股東海航集團持股將由6.61%升至19.94%，淡馬錫連同其他配股投資者將佔10%。
2018年6月13日，因長安航旅第三方股東反對，海航終止收購長安航旅持有的25.71%股權。
2018年7月，據路透社報導，海南航空近日因為積欠空中巴士集團16億美元的尾款多月，空中巴士集團決定將六架由海航集團訂購的A330客機扣留不交付。
2018年7月3日，海南航空董事长王健在法国跌伤后，伤重不治。
2018年11月，海南航空與烏魯木齊市政府簽署戰略合作框架協議，海航控股將通過股權轉讓方式，讓烏魯木齊市政府或其指定的下屬子公司持有的烏魯木齊航空股權增至70%，公司則由70%降至30%（未交割）
2021年9月12日，海航集团破产重整案取得进展，辽宁方大集团实业有限公司战胜均瑶集团（吉祥航空）与复星集团（豫园股份），成为海南航空的重整接盘方。此前，方大集团实际控制人减持并质押了方大系上市公司部分股份，以参与该次重整。

## 航点
截至2025年1月，海航与以下航空公司實行代码共享：
- 愛琴海航空[15]
- 塞爾維亞航空
- 阿拉斯加航空
- 藍色巴西航空
- 首都航空[16]
- 布魯塞爾航空
- 阿提哈德航空
- 長榮航空
- 大新華航空
- 北部湾航空
- 香港航空
- 西班牙國家航空[17]
- ITA航空[18]
- 大韩航空
- 祥鹏航空
- S7航空
- 金鹏航空
- 天津航空
- 立榮航空
- 維珍澳洲航空[19]
- 西捷航空

## 机队

### 现役机队
截至2025年3月，海南航空机队平均机龄9.8年，具体如下：

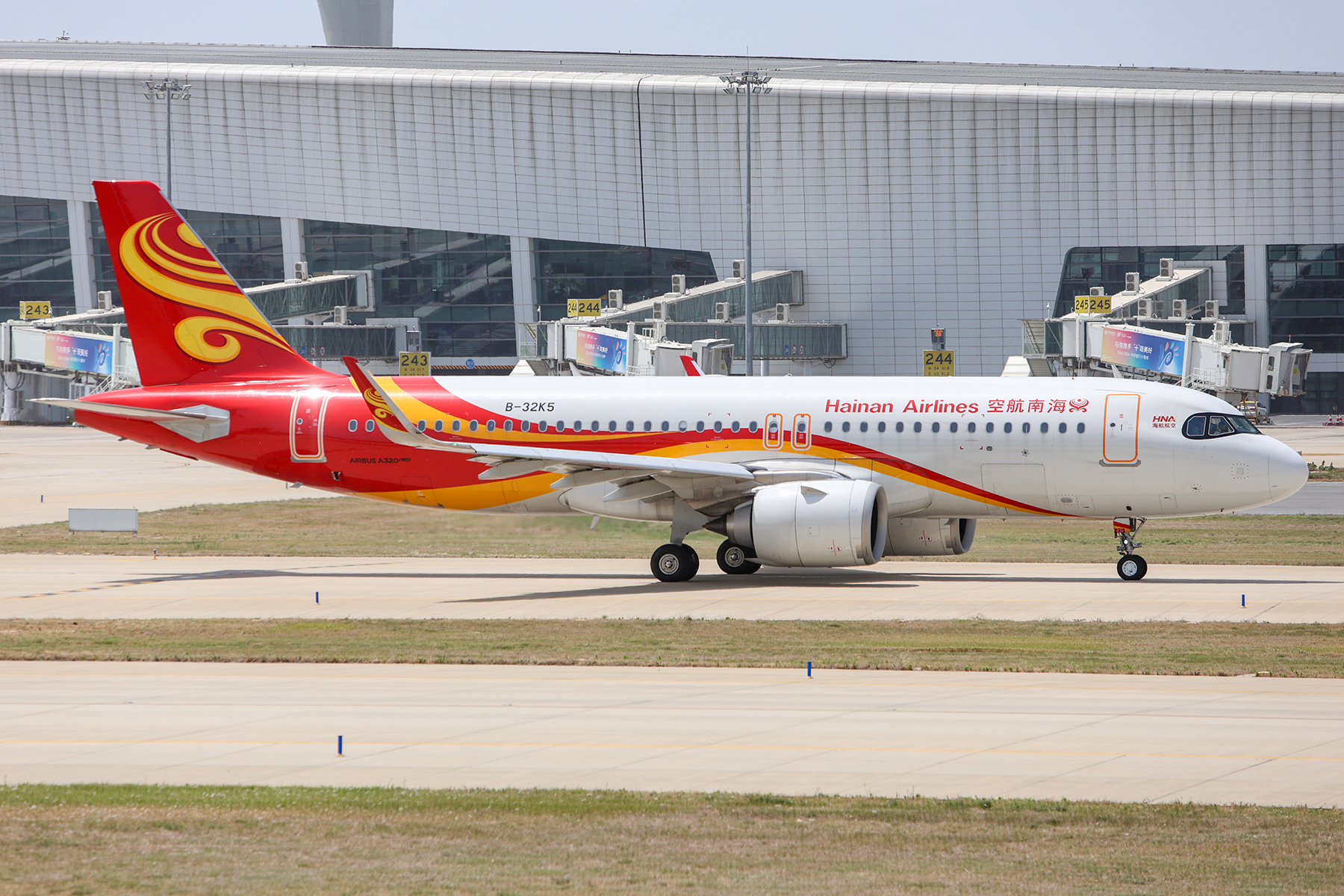
海南航空空中客车A320neo型客机于郑州新郑国际机场

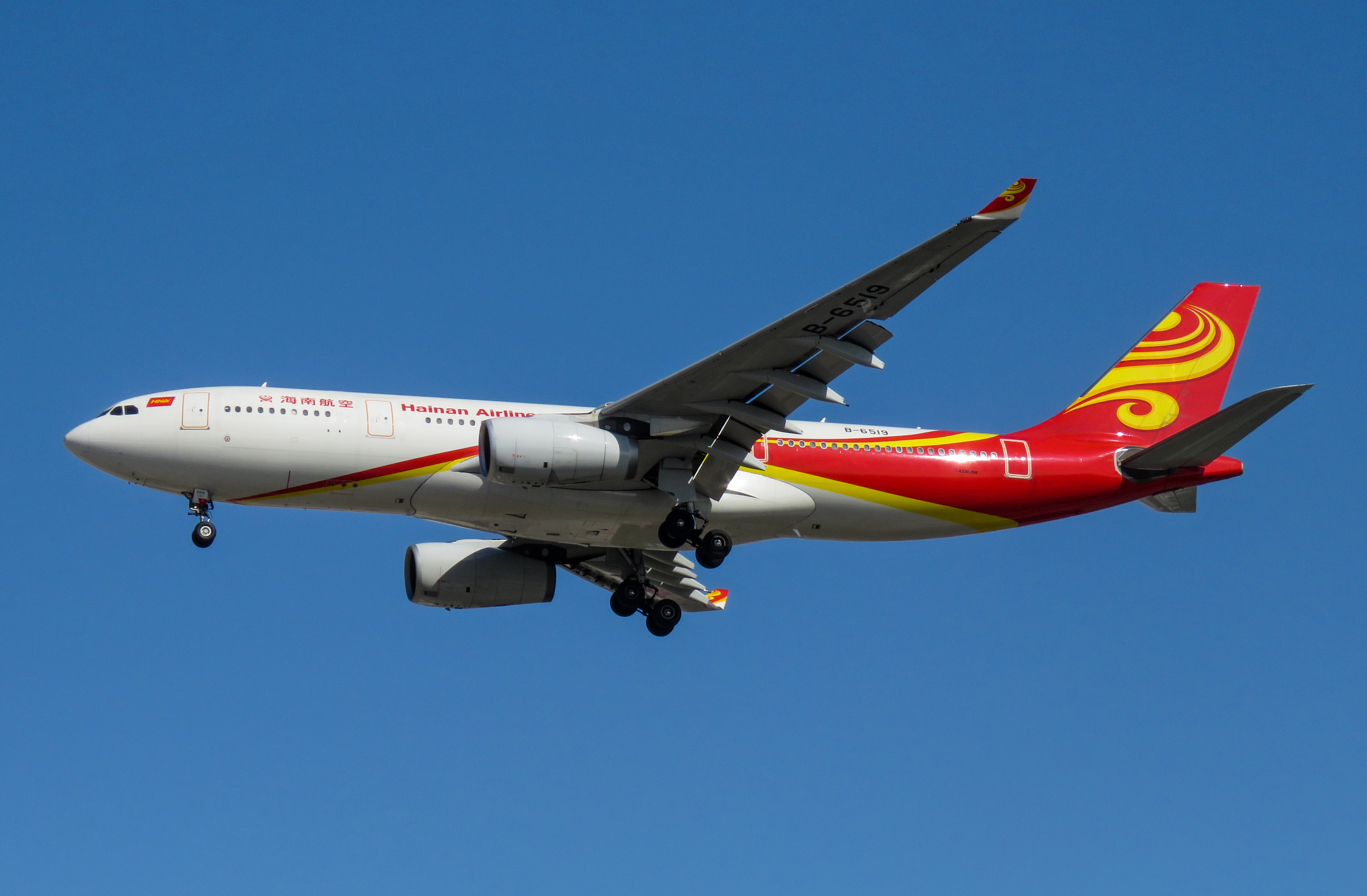
海南航空空中客车A330-200

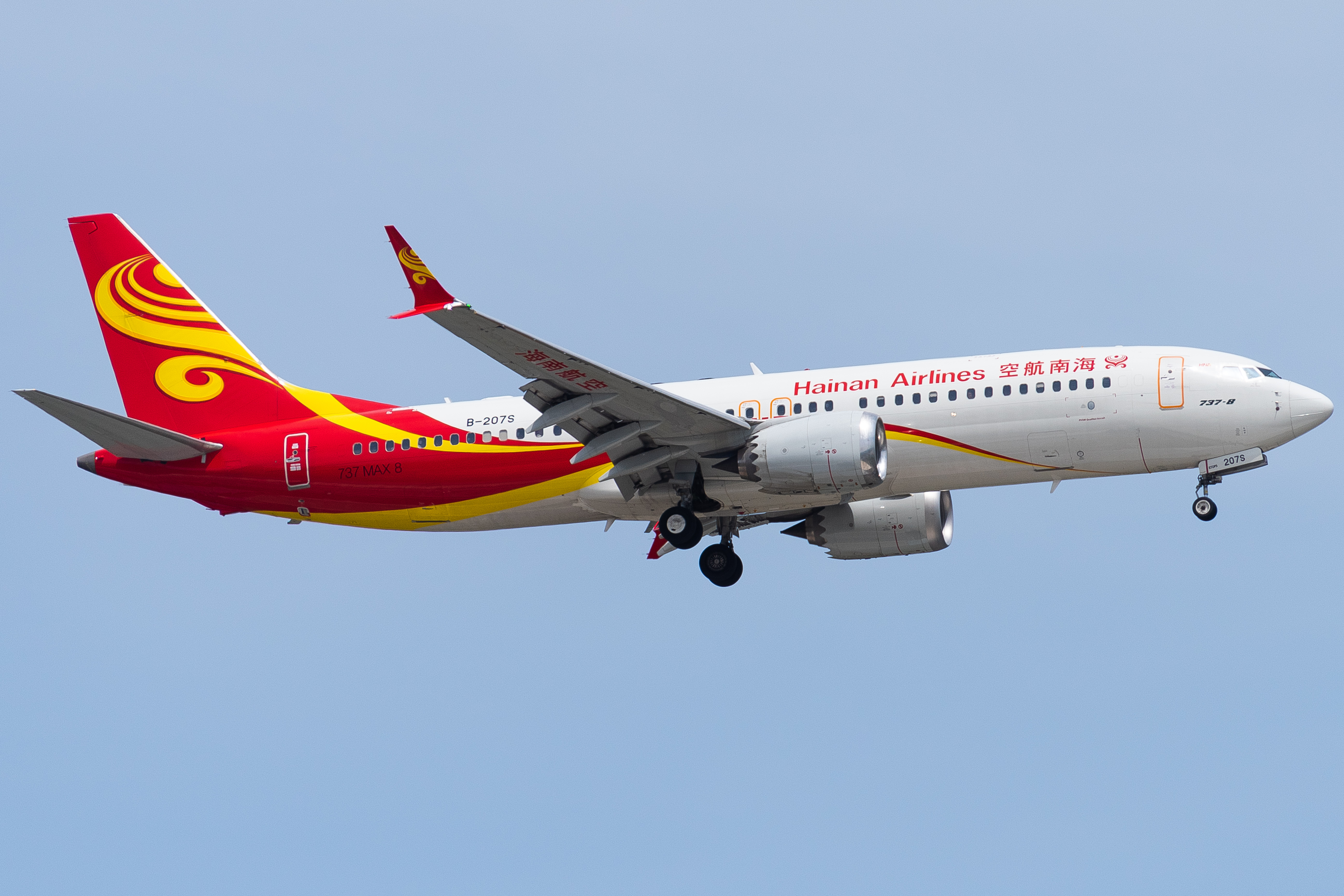
海航波音737 MAX 8型客机降落于北京首都国际机场

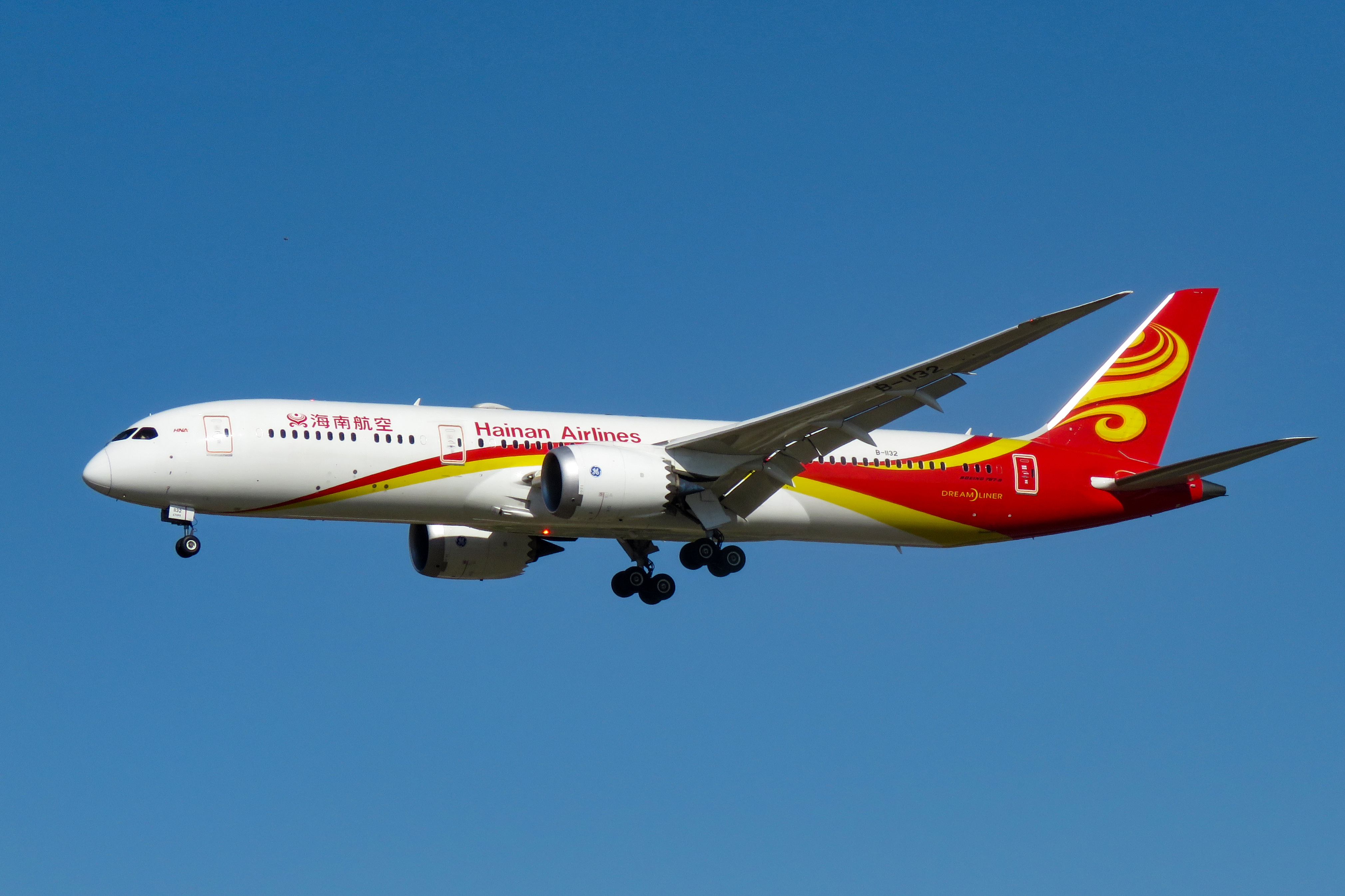
海南航空的波音787-9型客机降落于北京首都国际机场

### 历史机队

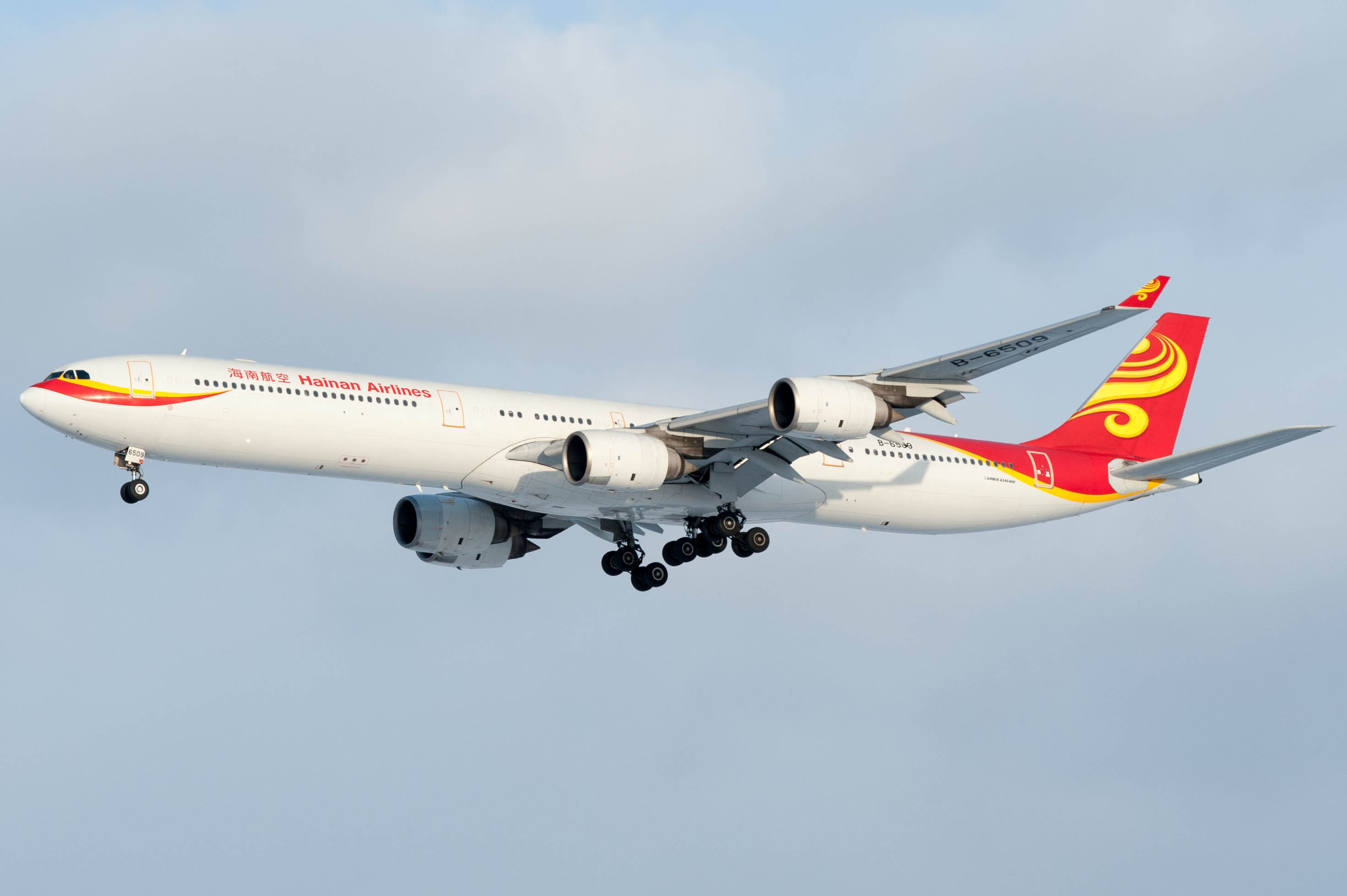
海南航空的空中客车A340-600（已退役）

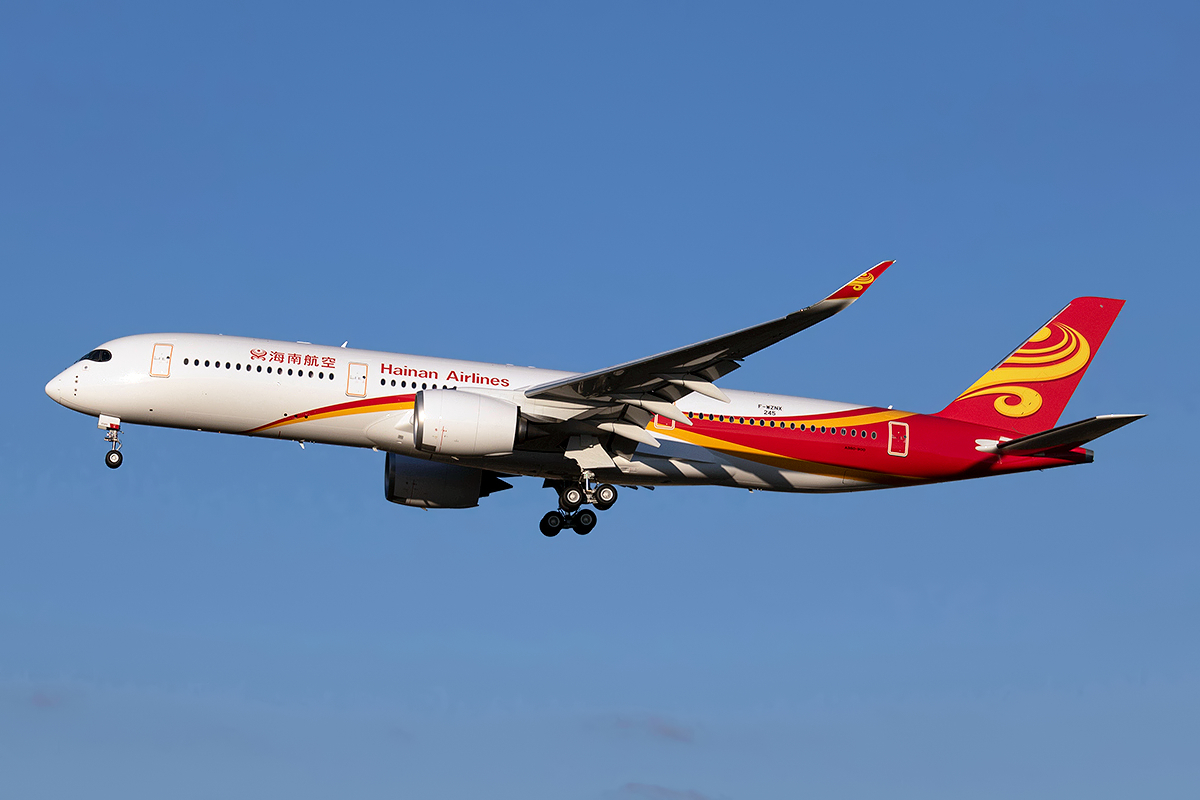
海南航空的空中客车A350-900客机于图卢兹-布拉尼亚克机场（已退役）

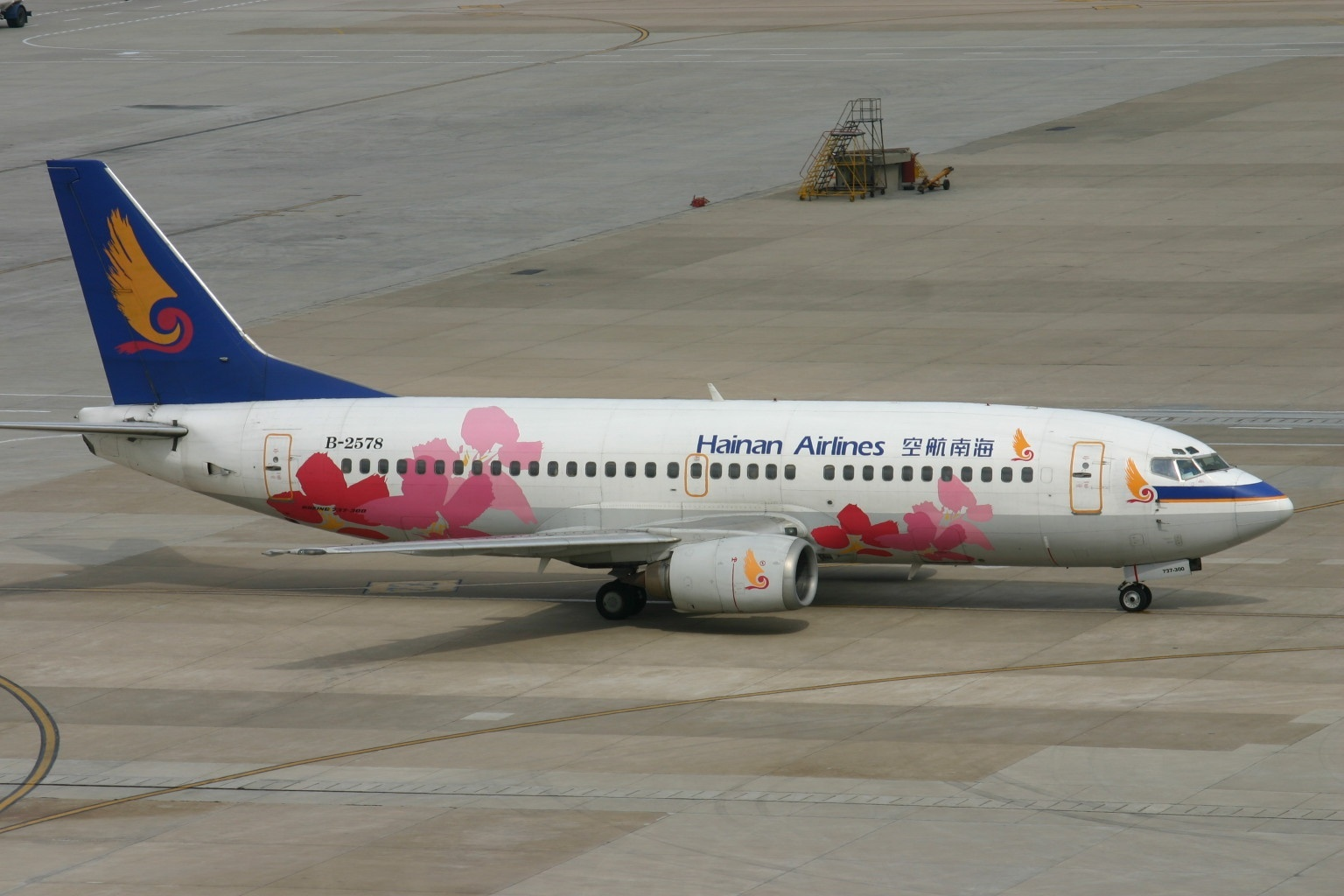
海南航空第二代形象的波音737-300（已退役）

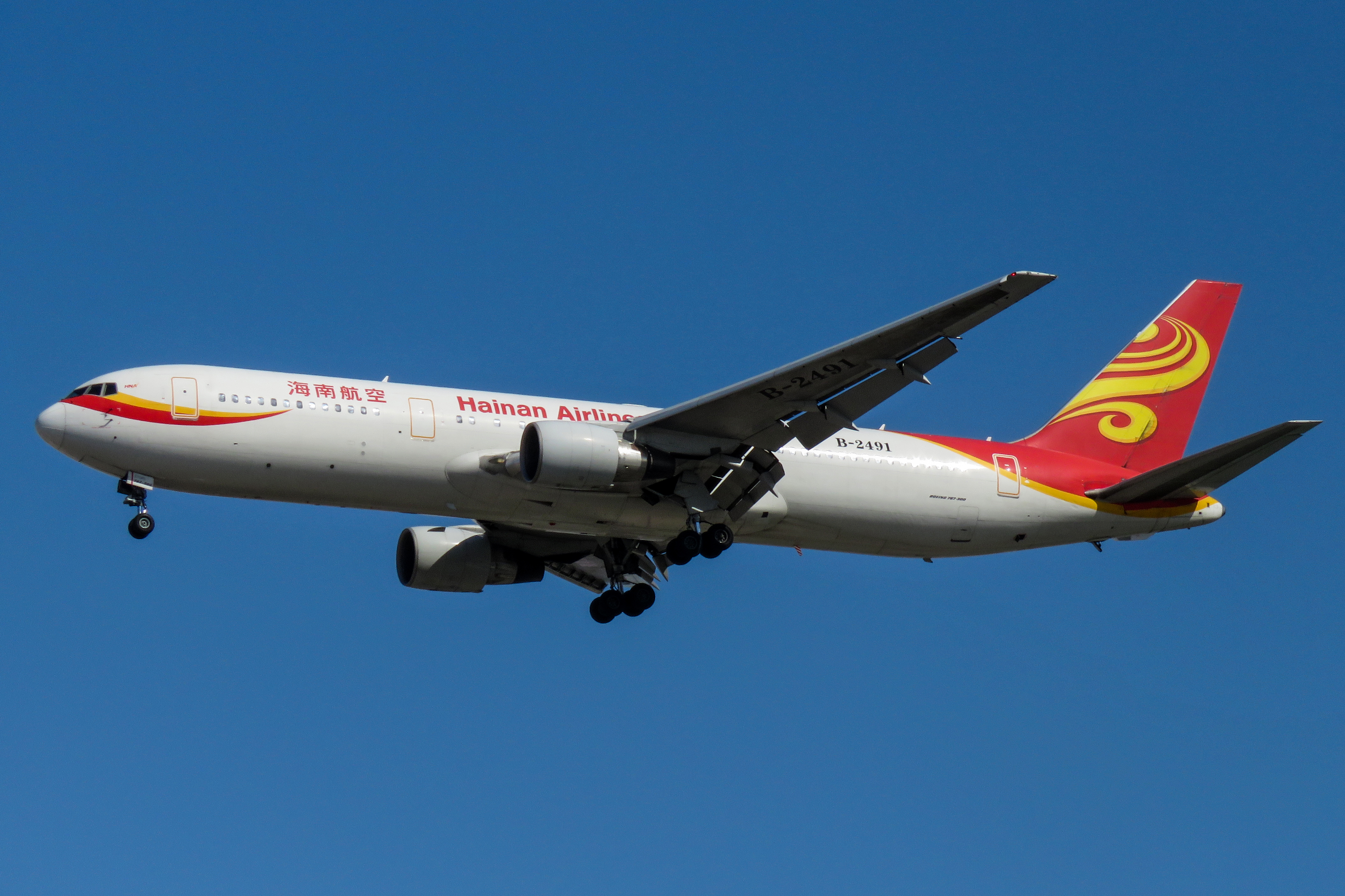
海南航空的波音767-300ER（已退役）

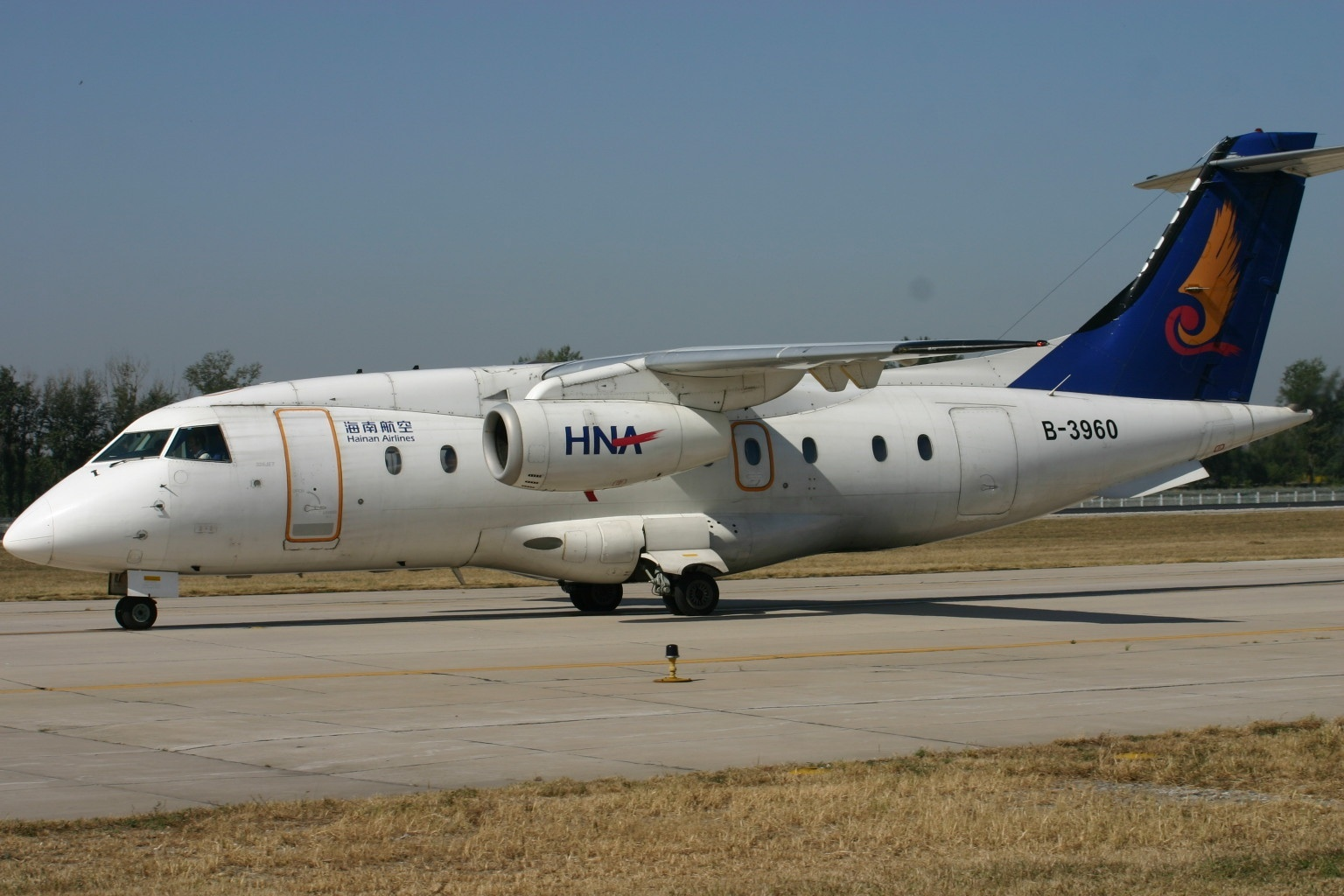
海南航空的多尼尔328JET-300（已退役）

| 机型                            | 数量 |
| ------------------------------- | ---- |
| 波音737-332/-33A/-3Q8/-36N/-37K | 10   |
| 波音737-4Q8/-44P                | 7    |
| 波音737-700                     | 6    |
| 波音737-800                     | 55   |
| 波音767-3BGER/-34PER            | 5    |
| 波音787-9                       | 2    |
| 空中客车A319-112                | 7    |
| 空中客车A330-200                | 6    |
| 空中客车A330-300                | 6    |
| 空中客车A340-642                | 3    |
| 空中客车A350-941                | 9    |
| 多尼尔328JET-300                | 27   |
| 合计                            | 143  |

## 飛行安全
海南航空自公司成立以來未有發生任何導致人員死亡的事件。

## 奖项及殊荣
海南航空历年获得多项奖项。

### Skytrax
- 2008年：中国地区最佳航空公司
- 2009年：中国内地首家四星级航空公司[33]
- 2010年：中国内地首家五星级航空公司、中国地区最佳航空公司、中国地区卓越服务[34]
- 2011年：五星级航空公司、全球最佳航空公司第23名、中国地区最佳航空公司、中国地区卓越服务[34]
- 2012年：五星级航空公司、全球最佳航空公司第20名、中国地区最佳航空公司、中国地区卓越服务[34]
- 2013年：五星级航空公司、全球最佳航空公司第19名、中国地区最佳航空公司
- 2014年：五星级航空公司、全球最佳航空公司第19名、中国地区最佳航空公司
- 2015年：五星级航空公司、全球最佳航空公司第22名、中国地区最佳航空公司
- 2016年：五星级航空公司、全球最佳航空公司第12名、中国地区最佳航空公司
- 2017年：全球十大最佳航空公司第9名、五星级航空公司、中国地区最佳航空公司
- 2018年：全球十大最佳航空公司第8名、五星级航空公司、中国地区最佳航空公司
- 2019年：全球十大最佳航空公司第7名、五星级航空公司、中国地区最佳航空公司
- 2020年：五星级航空公司
- 2021年：全球十大最佳航空公司第9名
- 2022年：全球最佳航空公司第14名
- 2023年：全球最佳航空公司第11名、五星级航空公司、中國地區最佳航空公司、最佳商務艙備品、最佳中國籍航司員工服務獎
- 2024年：全球最佳航空公司第12名、五星級航空公司、全球最清潔航空公司第7名、亞洲最佳航空員工服務第6名、全球最佳地勤服務航空公司第5名、全球最佳商務艙第6名、全球最佳商務艙膳食第4名、全球最佳商務艙備品第1名、全球最佳經濟艙第8名、全球最佳經濟艙膳食第7名、亞洲最佳航空公司第7名、中國地區最佳航空公司

### BrandZ
- 2011年：最具价值中国品牌50强[35]
- 2012年：最具价值中国品牌50强[35]

### 中国民航局
- 2006年：飞行安全一星奖
- 2008年：飞行安全二星奖
- 2011年：飞行安全三星奖[36]
- 2014年：飛行安全四星獎[37]
- 2015年：飛行安全五星獎[38]
- 2024年：飛行安全鑽石一星獎[39]

### Global Traveler
- 2011年：中国最佳航空公司

### Premier Traveler
- 2012年：中国最佳航空公司

### 荣誉
海南航空自开航以来连续多年安全运营，保持了良好的安全记录，多次获得中国民航安全生产“金鹰杯”、“金鹏杯”，并分别于2008年和2011年获得中国民航局颁发的“民航飞行安全二星奖”和“民航飞行安全三星奖” （页面存档备份，存于）。连续10年，海南航空获得“旅客话民航”用户满意优质奖； 2009年8月，获得“CCTV-60年60品牌”荣誉称号，成为民航业唯一入选企业。ICCT发布跨太平洋航线燃油效率研究显示海南航空排名第一。； 2024年12月，海南航空獲得「海南省商業百強品牌」和「海南省交通運輸行業十強品牌」榮譽。

## 事件
2008年8月18日，海南航空HU7227航班从海口美兰国际机场飞往济南遥墙国际机场，经停长沙。10时12分，该机在长沙黄花国际机场着陆时冲出跑道。机上一百余人无恙，飞机完好。飞机停留跑道端西侧草地上，距跑道中线30米左右。因跑道受到影响，长沙机场宣布临时关闭，深圳往返长沙多架次航班因此延误和备降。当日15时50分，飞机被成功拖出，16时30分机场恢复正常。
2018年8月2日凌晨2时10分，由太原飞往重庆的海南航空HU7056航班因雷雨天气原因备降成都双流国际机场，备降后飞机一直在机场滑行道滑行，航班延误时间较长。早上5时，机上有乘客对此提出质疑，机上乘务员答复称“飞机没油了”，需拖车将飞机拖到停机坪，此时机上乘客出现头晕等现象，而乘客在此时无法下机。至早上6时，一名薛姓男乘客因等待时间过长，强行打开机舱应急门，导致航班继续延误。早上8时，该乘客被机场警方带走，后被处以行政拘留10日的处罚。事后有网友称海航在等待期间应对不当，导致许多乘客不满甚至行为失控，引发争议。8月4日，海南航空运行控制部总经理周志军表示，由于在前期准备没有充分预料到相对复杂的条件，导致部分旅客的感受较差，并对此表示歉意。
2023年1月3日21时13分，由北京首都飞往上海虹桥的HU7603航班起飞前遭意外事件，一男子从机舱尾部跑过来高喊“飞机快出事了，死神来了”，并跑过头等舱直奔舱门想把舱门拉开。随后，该男子被机场公安带走调查，其他乘客陆续下了飞机。当天的HU7603航班因此事件被取消，取消原因显示是公共安全。1月4日晚，首都机场公安局发布警情通报，该乘客被民警发现其精神状态存有异常，已被送至专业医疗机构先行医治。
2023年6月初，海南航空向其客舱部的空中乘务员发布通知，对乘务员进行“关于专业化形象的筛查和管控提示”，其中对女性乘务员的体重进行不同等级的管控，体重超出标准体重值10%的女性乘务员将“立即停飞减重”；超重5%、未超过10%的女乘务员，将给予乘务员30天自我减重期。有律师认为，相关行为涉嫌违法。
2024年11月10日，由波音787-9（注册编号为B-1119）执飞的HU438航班（罗马菲乌米奇诺机场至深圳宝安国际机场）在起飞阶段右侧发动机遭遇鸟击，随即返航，于罗马时间11月10日11:06降落于罗马菲乌米奇诺机场。
2025年1月18日，由九江庐山机场飞往海口美兰国际机场的HU7370航班，因飞行途中发生故障备降南昌昌北国际机场。海航随后发布的声明表示，机组监控到右侧发动机参数有细微波动，按规定处置后观察发动机工作正常，出于安全角度决定备降。

### 内文引注
1. ↑  . 海南航空.   [2024-08-12]. （原始内容存档于2024-08-12） （中文（中国大陆））.
2. ↑  .   [2017-10-04]. （原始内容存档于2018-09-27）.
3. ↑  . www.jacdec.de.   [2017-10-04]. （原始内容存档于2017-10-04）.
4. ↑  .   [2008-05-09]. （原始内容存档于2010-06-20）.
5. ↑  http://news.carnoc.com/list/36/36396.html （页面存档备份，存于） 陈峰：勇敢者游戏，《航空周刊》
6. ↑  . Flight International. 2007-04-03: 89.
7. ↑  .   [2018-04-15]. （原始内容存档于2021-03-20）.
8. ↑  . 2007-06-26  [2014-02-03]. （原始内容存档于2019-06-12）.
9. ↑  . 民航资源网. 2018-01-10  [2018-01-28]. （原始内容存档于2021-03-20）.
10. ↑  CHINA HAINAN AIRLINES LEASES THREE (3) AIRBUS A340-600 AIRCRAFT FROM ILFC 的存檔，存档日期2008-04-03.
11. ↑  沈怡然. . 经济观察网. 2018-01-17  [2018-01-18]. （原始内容存档于2021-03-20）.
12. ↑  洪坚鹏 刘超. . 中国新闻网. 2018-01-19  [2018-01-19]. （原始内容存档于2021-03-20）.
13. ↑  薛冰冰. . 界面新闻. 2021-09-12  [2021-09-12]. （原始内容存档于2021-09-12） （中文）.
14. ↑  张晓迪. . 界面新闻. 2021-06-28  [2021-09-12]. （原始内容存档于2021-09-12） （中文）.
15. ↑  .   [29 March 2018]. （原始内容存档于2020-03-23）.
16. ↑  . AeroRoutes.
17. ↑  .   [2025-02-09]. （原始内容存档于2022-11-16）.
18. ↑  .   [2025-02-09]. （原始内容存档于2024-12-15）.
19. ↑  . Finder.com.au. 4 June 2018  [5 June 2018]. （原始内容存档于2023-01-08）.
20. ↑  . Hainan Airlines.   [20 November 2012]. （原始内容存档于2012-12-02）.
21. ↑  .   [2013-08-02]. （原始内容存档于2020-09-29）.
22. ↑  . Planespotters.net. 2024-08-06  [2024-08-06]. （原始内容存档于2017-08-12） （英语）.
23. ↑  . 海航新闻_海南航空. 2024-07-22  [2024-08-06]. （原始内容存档于2024-08-06）.
24. ↑  . i.carnoc.com.   [2018-01-09]. （原始内容存档于2021-03-20）.
25. ↑  . i.carnoc.com.   [2018-01-09]. （原始内容存档于2021-03-20）.
26. ↑  . www.hnair.com.   [2018-01-09]. （原始内容存档于2019-06-27）.
27. ↑  . i.carnoc.com.   [2018-01-09]. （原始内容存档于2021-03-20）.
28. ↑  . www.hi.chinanews.com.   [2018-01-09]. （原始内容存档于2020-04-05）.
29. ↑  . m.sohu.com. （原始内容存档于2018年1月9日）.
30. ↑  . i.carnoc.com.   [2018-01-09]. （原始内容存档于2021-03-20）.
31. ↑  . www.hnair.com.   [2018-01-09]. （原始内容存档于2019-06-05）.
32. ↑  . www.hnair.com.   [2016-03-05]. （原始内容存档于2019-06-07）.
33. ↑  . www.carnoc.com.   [2009-12-03]. （原始内容存档于2021-03-20）.
34. 1 2 3  . www.hnair.com.   [2011-01-10]. （原始内容存档于2011-02-24）.
35. 1 2  財華社_財華網_財華社集團. . www.finet.hk.   [2012-10-17]. （原始内容存档于2021-03-20）.
36. ↑  张薇. . 中国民航网. 2011-09-22  [2025-03-17].
37. ↑  张薇. . 中国民航网. 2014-01-22  [2025-03-17].
38. ↑  王蕾. . 中国民航网. 2015-12-22  [2025-03-17]. （原始内容存档于2025-07-08）.
39. ↑  张彤. . 中国民航网. 2025-03-11  [2025-03-17]. （原始内容存档于2025-07-08）.
40. ↑  . news.carnoc.com.   [2013-04-29]. （原始内容存档于2021-03-20）.
41. ↑  . 2018-01-17  [2018-03-11]. （原始内容存档于2018-03-11）.
42. ↑  金杰妮. . 中国民航网. 2024-12-31  [2025-03-17].
43. ↑  . 民航资源网.   [2023-10-15]. （原始内容存档于2023-10-15）.
44. 1 2  湖南省人民政府门户网站. . 2011-11-07  [2023-10-15].
45. ↑  新京报; 《深圳商报》供稿. . 新浪网.   [2023-10-15]. （原始内容存档于2023-10-15）.
46. ↑  . 中国新闻网. 2018-08-04  [2019-11-01]. （原始内容存档于2021-03-20）.
47. ↑  . 央视新闻. 2018-08-05  [2018-08-05]. （原始内容存档于2021-03-20）.
48. ↑  . 每日经济新闻. 2023-01-04  [2023-01-04]. （原始内容存档于2023-01-04）.
49. ↑  . 每日经济新闻. 2023-01-04  [2023-01-04]. （原始内容存档于2023-01-04）.
50. ↑  . 每日经济新闻. 2023-06-09  [2023-06-09]. （原始内容存档于2023-06-09）.
51. ↑  . 每日经济新闻. 2024-11-11  [2024-11-11]. （原始内容存档于2024-12-06）.
52. ↑  . 央视财经. 2025-01-18  [2025-01-18].
53. ↑  . 北京商报. 2025-01-18  [2025-01-18]. （原始内容存档于2025-07-08）.

### 书籍
- . SoftRepublic. 2007: 44–46. ISBN 978-988-17158-1-4 （中文）.